# Usini
Usini là một đô thị (comune) ở tỉnh Sassari, vùng Sardinia của Ý. Đô thị Usini có diện tích km², dân số thời điểm 31 tháng 5 năm 2009 là 4200 người.
Usini có diện tích 30,68 km², dân số theo ước tính năm 2005 của Viện thống kê quốc gia Ý là người. 
Các đơn vị dân cư:
Đô thị Usini giáp với các đô thị: Ittiri, Ossi, Sassari, Tissi, Uri.